# Augusta Guidetti
Augusta Guidetti (Saint-Vincent (Italia), 22 aprile 1908 – Torino, 12 febbraio 1998) è stata una docente, scrittrice e giornalista italiana, fu una donna impegnata oltreché nella professione, nelle istituzioni e nel volontariato; nel 1951 vinse il "Premio Saint Vincent per il giornalismo".

## Biografia
Augusta Guidetti, Augusta Grosso o Guidetti Grosso dopo il matrimonio, terminata l'istruzione primaria nel 1925 si iscrisse alla facoltà di lettere e filosofia presso l'Università di Torino dove si laureò in lettere il 9 dicembre 1929. Dopo la laurea professionalmente fu docente universitaria, ma si impegnò anche in attività letterarie, nelle Istituzioni e nel volontariato. Fu infatti scrittrice e traduttrice; conosceva il francese, il tedesco e particolarmente l'inglese. Fu critica letteraria  e collaborò con vari quotidiani tra cui "La Stampa". e "Il Popolo Nuovo": Per i suoi articoli su quest'ultimo nel 1951 fu premiata con il Premio Saint Vincent per il giornalismo nella sua quarta edizione.

Tra i suoi impegni sul piano istituzionale fu presidente della sezione torinese dell'"Opera Nazionale Montessori", consigliere onorario della corte d'appello per i minorenni, consigliere della "Associazione Stampa Subalpina" e del "Circolo della Stampa" di Torino.

Sul versante del volontariato fu la decima presidente della "Soroptimist Italia", ramo italiano della "Soroptimist International". Vice Presidente della "Pro Cultura Femminile", socia della "FIDAPA - Federazione italiana donne in arti, professioni e affari", consulente amministrativa e tributaria, oltreché socia fondatrice, del “Club di Torino”; nel 1962 fu presidente della "Goodwill Italia - Commissione internazionale per il diritto d'asilo".
Nel 1935 aveva sposato Giuseppe Grosso; dal loro matrimonio erano nati Carlo Federico e Pia.